# Гењическ
Гењическ (укр. Генічеськ) градић је у Украјини, у Херсонској области. Према процени из 2012. у граду је живело 20.466 становника.

## Становништво
Према процени, у граду је 2012. живело 20.466 становника.
| 1979.  | 1989.  | 2001.  | 2012.  |
| ------ | ------ | ------ | ------ |
| 21.990 | 23.289 | 21.793 | 20.466 |

## Партнерски градови
- Озургети